# Ivar Jogstad
Pär Ivar Jogstad, född 25 april 1906 i Undersviks socken, Gävleborgs län, död 22 maj 1984 i Orbaden, Gävleborgs län, var en svensk målare och träskulptör.
Han var son till skogvaktaren Karl Erik Andersson och Kristina Wårdh samt från 1943 gift med Märta Elisabeth Löfquist. Jogstad var som konstnär autodidakt och bedrev självstudier under resor till bland annat Norge, Finland, Frankrike och Danmark. Han medverkade i Gävleborgs konstförenings samlingsutställningar på Gävle museum och ställde ut separat i bland annat Köping. Hans konst består av stilleben, figurer, porträtt och landskapsskildringar utförda i akvarell, gouache eller olja.